# 紐伯里鎮區 (印地安納州拉格蘭奇縣)
紐伯里鎮區（英語：Newbury Township）是位於美國印地安納州拉格蘭奇縣的一個行政鎮區。

## 地方資料
根據2010年美國人口普查的數據，紐伯里鎮區的面積為92.70平方千米，當中陸地面積為91.30平方千米，而水域面積為1.40平方千米。當地共有人口5,213人，而人口密度為每平方千米56.24人。